# Selaginella gigantea
Selaginella gigantea är en mosslummerväxtart som beskrevs av Julian Alfred Steyermark och A. R. Sm.. Selaginella gigantea ingår i släktet mosslumrar, och familjen mosslummerväxter. Inga underarter finns listade i Catalogue of Life.